# Waldhausen (Altheim)
Waldhausen ist ein Ortsteil der Gemeinde Altheim im Landkreis Biberach in Baden-Württemberg. Das Dorf liegt circa eineinhalb Kilometer südlich von Altheim an der Kreisstraße 7553.

## Geschichte
Der Ort wurde 835 erstmals erwähnt. Im 13. Jahrhundert lag die Ortsherrschaft vermutlich bei den Herren von Justingen. 1294 wurde Besitz in Waldhausen an das Kloster Heiligkreuztal verkauft. Das Kloster erwarb 1300 ein weiteres Gut von den Grafen von Grüningen-Landau und hatte später die Grundherrschaft inne. Spätestens im 16. Jahrhundert lag die Hochgerichtsbarkeit bei der Grafschaft Sigmaringen als Inhaberin der Klostervogtei.
Mit dem Kloster kam in Folge der Säkularisation der Ort 1803 an Württemberg, wo er zunächst dem Oberamt Heiligkreuztal und 1807 dem Oberamt Riedlingen unterstellt wurde.
Bei der Gemeindereform in Baden-Württemberg wurde die ehemals selbständige Gemeinde Waldhausen zum 1. Juli 1974 in die Gemeinde Altheim eingemeindet.

## Sehenswürdigkeiten
- Kapelle St. Oswald